# King of My Castle
King of My Castle is een nummer van de Amerikaanse dj Chris Brann, uitgebracht onder zijn alias Wamdue Project. Het is afkomstig van het album Program Yourself uit 1998. In 1999 werd het nummer in Europa en Oceanië op single uitgebracht.

## Titel en tekst
De titel King of My Castle en de tekst van het nummer refereren aan Sigmund Freuds theorie over het feit dat het onderbewustzijn de baas is over je eigen ego. Oftewel, zoals Freud het zelf formuleerde, das Ich ist nicht Herr im eigenen Hause (“het ego is geen koning van zijn eigen kasteel”).

## Hitsucces
Het nummer werd oorspronkelijk in mei 1998 uitluitend in de Verenigde Staten en Canada op single uitgebracht als een downtempo-nummer, zonder al te veel succes. Het nummer won echter fors aan populariteit toen dj Roy Malone in 1999 een houseversie van het nummer uitbracht. Hoewel het nummer flopte in thuisland de Verenigde Staten, werd het een regelrechte nummer 1-hit in het Verenigd Koninkrijk. Het grote Britse succes leverde Chris Brann een nominatie op voor de Brit Awards 2000 als ‘Best British Newcomer’. Op een gegeven moment kwam de organisatie erachter dat Brann helemaal geen Brit was, maar een Amerikaan. Met het schaamrood op de kaken trokken ze de nominatie weer in. Ook in veel andere Europese landen werd het nummer een grote hit. 
In Nederland bereikte de single  de 2e positie in zowel de Nederlandse Top 40 op Radio 538 als de Mega Top 100 op Radio 3FM.
In België bereikte de single de 5e positie in de Vlaamse Ultratop 50. In de Vlaamse Radio 2 Top 30 werd géén notering behaald.

## Nieuwe versies en covers

### King of My Castle 2009
Eind 2008 bracht dj Rowald Steyn een remix uit van de remix die Roy Malone in 1999 gemaakt had. Steyn gaf de titel "King of My Castle 2009" aan deze versie. De remix werd alleen in de Lage Landen een hit. In Nederland behaalde deze versie de 14e positie in de Nederlandse Top 40 en de 37e positie in de Mega Top 50. In België werd de 10e positie bereikt in de Vlaamse Ultratop 50. In de Vlaamse Radio 2 Top 30 werd géén notering behaald. In Wallonië werd de 15e positie bereikt.

### Queen of My Castle
In 2024 bracht Kris Kross Amsterdam samen met de Roemeense zangeres Inna en Jordy Huisman een mash-upversie uit onder de titel Queen of My Castle, waarin vleugen van Blue (Da ba dee) van Eiffel 65 en 2 Times van Ann Lee zijn gecombineerd met King Of My Castle als basis. Het nummer behaalde plaats 9 van de Nederlandse Top 40. In de Vlaamse Ultratop behaalde het geen notering.
- MusicBrainz release group: a87720fa-5aab-3a62-813c-a92c232307cc
- MusicBrainz work: 1f1216de-00a4-3176-bf64-e84c28a225c5